# Selenogyrus aureus
Selenogyrus aureus é uma espécie de aranha pertencente à família Theraphosidae (tarântulas).